# Страутманис, Иварс

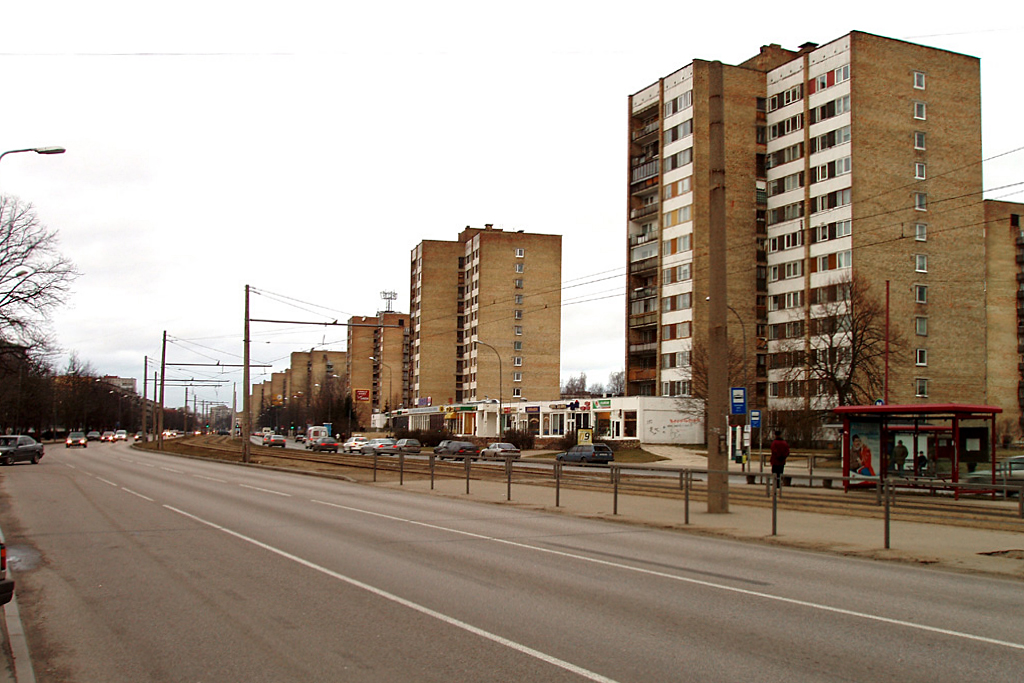
Рига, район Кенгарагс

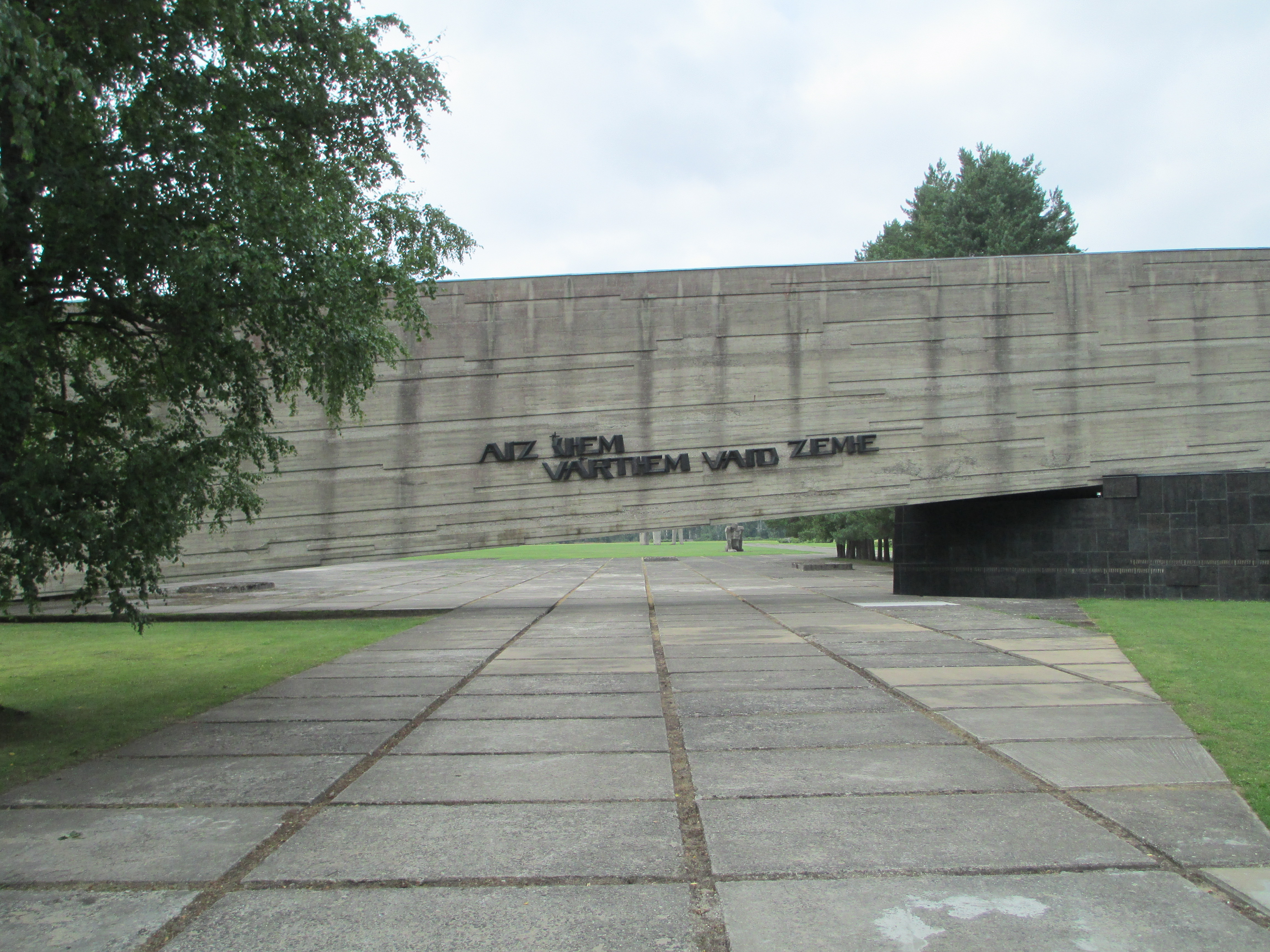
Мемориальный ансамбль «Саласпилс»

И́варс Стра́утманис (латыш. Ivars Strautmanis, в советской историографии Ивар Арвидович Страутман; 19 июля 1932 — 21 сентября 2017) — советский и латвийский архитектор и художник-график, лауреат Ленинской премии (1970). Заслуженный архитектор Латвийской ССР (1982). Профессор Рижского политехнического института и Латвийской Академии художеств. Хабилитированный доктор наук.

## Биография
В 1956 году окончил архитектурное отделение Латвийского университета. После окончания учебы работал в строительном управлении Риги.
С 1965 по 1967 год — главный художник Риги. Разрабатывал планировку и застройку жилого района Кенгарагс.
С 1966 года преподавал в Латвийском университете, затем в Латвийской академии художеств.
С 1961 года работал в коллективе авторов над созданием Саласпилсского мемориального ансамбля (открыт в 1967 году); за эту работу в 1970 году был удостоен Ленинской премии.
В 1971 году разработал проект мемориального ансамбля на месте захоронения видных партийных и советских деятелей в северной части кладбища Райниса. Соавторы — скульпторы Карлис Бауманис и Айвар Гулбис.
В 1972 году защитил диссертацию на степень доктора наук.
В 2002 году удостоен офицерского креста ордена Трёх звёзд
Иностранный член РААСН.

## Публикации
- И. Страутманис, Я. Крастиньш, Щ. Бука, Г. Асарис. Архитектура Советской Латвии. — Москва : Стройиздат, 1987. — 319 с.
- «Telpa, kas sākas ap mums» (1967, kopā ar B. Artmani)
- «Arhitektūras informatīvi emocionālais potenciāls» (1972)
- «Dialogs ar telpu» (1977)
- «Profesija — visa dzīve» (1981)
- «Māksla arhitektūrā» (1982)
- «Padomju Latvijas memoriālie ansambļi» (1986, вместе с G.Asari)
- «Latvijas arhitektūra no senatnes līdz mūsdienām» (1998, вместе с J. Krastiņu и J. Dripi)
- «Lielais Rīgas arhitektūras ceļvedis» (2002, вместе с J. Krastiņu)
- «Dzīve arhitektūrā» (2007)
- «Rīga 21. gadsimtā ieejot» (2010, вместе с G. Asari)
- «Latviskā telpa» (2011)
- «Rīga — plānotā un veidotā» (2012)
- «Salaspils brīdinājums nākotnei» (2014)
- «Arhitekts starp pagātni un nākotni» (2016)